# سردنبلایا
سردنبلایا (به لاتین: Srednebelaya) یک منطقهٔ مسکونی در روسیه است که در استان آمور واقع شده‌است.